# Сулуколь (Актюбинская область)
Сулуколь (каз. Сұлукөл, до 199? г. — Восточное) — село в Айтекебийском районе Актюбинской области Казахстана. Административный центр и единственный населённый пункт Сулукольского сельского округа. Код КАТО — 153459100.

## Население
В 1999 году население села составляло 1162 человека (559 мужчин и 603 женщины). По данным переписи 2009 года, в селе проживал 731 человек (363 мужчины и 368 женщин).